# Шамахов, Феодосий Феодосьевич
Феодосий Феодосьевич Шамахов (20 октября 1900, с. Нероново, совр. Костромская область — 1994, Новосибирск) — советский и российский педагог, отличник народного просвещения (1945), доктор педагогических наук (1958), профессор

## Биография
Родился 20 октября 1900 года в селе Нероново на территории современной Костромской области. В 1915 году устроился переплётчиком в Солигаличе. В 1925 году окончил факультет общественных наук МГУ; будучи студентом, преподавал в московских средних школах, а после окончания вуза отправлен работать под управление Сиббюро ЦК ВКП(б).
С 1941 года — кандидат наук, в 1958 году защитил докторскую диссертацию («Школа Западной Сибири в кон. XIX — нач. XX»).
С 1925 по 1966 год жил в Томске. Преподавал общественняе науки в местных школах. Работал в педтехникуме, где занимал должности заведующего учебной частью (1926—1929) и директора (1929—1931). В ТГУ был старшим ассистентом кафедры педагогики педагогического факультета (1931), заведовал учебной частью, а также исполнял обязанности доцента пединститута (1931).
В 1931—1932 годах руководил городским отделом народного образования Томска.
В пединституте работал заместителем директора по учебной работе, исполняющим обязанности доцента кафедры педагогики (1932—1939), доцентом кафедры педагогики (1939—1941). В 1942—1949 годах — директор ТГПИ, в 1945—1966 — заведующий кафедры педагогики.
В 1966—1994 годах жил в Новосибирске, где написал ряд исторических трудов о сибирской школе («Школа Западной Сибири за 50 лет Советской власти» и т. д.)

## Сочинения
- К. Д. Ушинский о воспитании. Томск, 1946, 46 с.;
- Учительские семинарии Западной Сибири. «Буч. залп. Томского пед. ин-та». Т. 8. 1951. С. 39—109;
- Школа Западной Сибири в кон. XIX — нач. XX века. Томск, Изд-во Томского ун-та. 1957. 271 с.;
- Шамахов Ф. Ф. Школа Сибири за 50 лет Советской власти. Новосибирск., 1970. С. 396.[1]

## Награды
Орден Трудового Красного Знамени (1956) и медали.